# Written in Red
Written in Red је тринаести албум британског састава Стренглерс објављен јануара 1997. године. 